# أبرشية السريان الكاثوليك بدمشق
أبرشية السريان الكاثوليك في دمشق هي الكنيسة السريانية الكاثوليكية منطقة كنسية أو أبرشية تابعة لـ الكنيسة الكاثوليكية في سوريا. في حين أن انظر العاصمة، فإن أبرشية دمشق لا تحتوي على حق التصويت وهي إعفاء مباشرة إلى بطريركية أنطاكية للسريان الكاثوليك. لها كاتدرائيتها في الكرسي الأسقفي وعاصمتها الوطنية السورية دمشق.

## التاريخ
تأسست عام 1633 بوضعها الحالي، على منطقة لم تكن في السابق تضم عاديًا أو منطقة كنسية للسريان الكاثوليك.
البابا يوحنا بولس الثاني زار الأبرشية في مايو 2001.

## الأساقفة
أساقفة مطارنة دمشق
- كليمان ميشيل بخاش (24 سبتمبر 1900 - 03 أغسطس 1922)، تنيح بصفته رئيس أساقفة فخري على خلقيدونية السريان (03 أغسطس 1922 - الوفاة 04 يوليو 1958)
- غريغوار بيير هبرة (24.03.1924 - الوفاة 21.03.1933)، سابقاً أسقف (رئيس أساقفة) موصل السريان (العراق) (16.08.1901 – 24.03.1924)
- إيوانيس جورج ستيتي (16/10/1933 – 20/08/1968) تنيح بصفته رئيس أساقفة بوسترا (20/08/1968 – 27/02/1975)
- كليمان عبد الله إليان رحال (20 أغسطس 1968 - الوفاة 30 مايو 1971)
- كليمان جورج شلهوت (1972.07.07 – 1978.09.04)، لاحقاً الأبرشية المساعدة لبطريركية أنطاكية للسريان (لبنان) (04.09.1978 – 1979)، ينتصب منصب رئيس أساقفة الفخري هيرابوليس في سوريا السريان (04/09/1978 – 04/10/1991)
- يوستاثوس جوزيف منير (1978.09.04 – 2001.05.15) أسقف فخري سابقًا على هيرابوليس في سوريا للسريان (10/05/1971 – 04/09/1978) والأسقف المساعد لبطريركية أنطاكية للسريان (لبنان) (10/05/1971 – 04/09/1978)، فيما بعد أسقف كوريا السريان (15/05/2001 – تقاعد 2006)
- غريغوريوس إلياس تابي (24.06.2001 – 22.06.2019)، خلفاً لـ مساعد رئيس الأركان السريانيين دمشق السريان (08.05.1999 – 24.06.2001)؛ أسقف فخري على باطنا للسريان (24/06/1995 – 25/05/1996) وأسقف مساعد على أنطاكية للسريان (لبنان) (24/06/1995 – 1997)، أسقف فخري على ماردين للسريان (25.05.1996 – 08.05.1999) وأسقف كوريا للسريان (1997 – 08.05.1999)
- يوحنا جهاد بطاح (12.07.2019)

## الروابط الخارجية
- الموقع الرسمي (باللغة العربية)
- GCatholic
- Catholic-hierarchy.org